# 국민정부
국민정부(중국어: 國民政府) 또는 정식 명칭 중화민국 국민정부(중국어: 中華民國國民政府)는 1925년 북벌 시기부터 국공 내전 시기까지의 중화민국 정부로, 1925년 3월 12일 쑨원의 사망 이후 왕징웨이가 중화민국 육해군 본영을 개편하면서 국민정부가 시작되었다.  중국에서는 국부(중국어: 國府) 또는 난징 정부(중국어: 南京政府)라고 부르기도 한다. 1925년부터 1928년까지 국민정부는 광저우를 중심으로 징자오 지역의 북양정부와 대치했다. 국민혁명군이 북벌을 개시하면서 북양정부의 영토를 차례차례 점령하면서 국민정부의 행정 중심지도 우한, 난징 등 북쪽으로 이동했다.
1927년 국민정부가 북벌을 성공하면서, 국민정부는 우한 국민정부를 수립했다. 그러나 1927년 4월 12일 장제스는 중국국민당 청당을 만들고 우한 국민정부와 대립하며 난징 정부를 수립하고 주석을 임명하지 않은 채 상무위원제로 정부를 운영했다. 1927년 4월 28일 우한 국민정부는 반공을 선포하고 장제스의 난징 정부와 합병했다.  1927년부터 1937년까지 국민정부는 난징 십년이라는 황금기를 보냈고, 이 시기 중화민국의 경제와 문화는 크게 성장했다.
1931년 만주사변이 발발한 이래 국민정부와 일본 제국은 1945년 8월 일본이 항복할 때까지 15년 간 전쟁을 벌였다. 전쟁 이후 중국 공산당과 중국 국민당 간의 내전이 지속되었고, 1948년 5월 20일 장제스가 중화민국 헌법을 마련해 중화민국의 총통 자리에 오르고 중화민국의 부총통으로 리쭝런을 임명하면서 국민정부는 중화민국 정부 (1부 5원)으로 개편되었다. 현재 중화민국 총통부는 국민정부 말기에 만들어진 것이다.
국민정부는 중국국민당이 쑨원의 저서 《국민정부 건국대강》에 의거하여 세운 정부기구로, 훈정시기의 중앙정부이다. 훈정은 지도식 민주로 국민당 일당독재로 주요 직위는 모두 국민당 당원이 맡지만 국민당 이외의 인사도 받아들인다.그 존재 기간 동안 국민당 내부에 여러 차례의 충돌과 분열이 발생하여, 일부 출향 당원들이 스스로 다른 '국민 정부'를 수립하게 되었다.

## 역사
동아시아에서 현존하는 가장 오래된 공화국인 중화민국은 1911년 10월 10일 우창 봉기로 시작된 신해혁명 이후 1912년 1월 1일 중국 대륙에서 공식적으로 수립되어 청나라를 대체하고 약 3천 년의 제국 통치를 종식시켰다. 중앙 권력은 군벌 시대 (1915년–1928년), 일본 침략 (1937년–1945년), 국공 내전 (1927년–1949년)에 따라 강약이 교차했으며, 난징 십년 (1927년–1937년) 동안 권위주의적 일당제인 중국국민당 (KMT)의 통제 하에 중국 대부분이 들어오면서 중앙 권력이 가장 강력했다.
1945년 제2차 세계 대전 말, 일본 제국은 대만과 그 섬들에 대한 통제권을 연합국에 항복했고, 대만은 중화민국의 행정 통제 하에 놓였다. 이 이양의 적법성은 논란 중이며, 대만의 정치적 지위 논쟁의 또 다른 측면이다.
제2차 세계 대전 이후, 미국의 중재 시도에도 불구하고 집권 국민당과 중국공산당 (CCP) 간의 내전이 재개되었다. 국민정부는 국민의회에서 중화민국 헌법 초안을 작성하기 시작했지만, 중국공산당은 이를 보이콧했다. 헌법 공포와 함께 국민정부는 스스로 폐지되었고 중화민국 정부로 대체되었다. 내전에서 패배한 국민정부는 수도를 타이베이시로 이전하면서 대륙의 합법적인 정부임을 주장했다.

### 건국
쑨원 사망 후 4개월이 지난 1925년 7월 1일, 광저우시에 중화민국의 국민정부가 수립되었다.
이듬해, 국민혁명군 총사령관으로서 장제스는 중국국민당(KMT)의 데 팍토 지도자가 되었다. 그는 특히 국민당의 우익을 이끌었고, 공산당은 당의 좌익에 속했다. 장제스는 군벌을 물리치고 국가를 통일하기 위해 중국 전역으로 북벌을 이끌었다. 국민혁명군은 소련으로부터 상당한 지원을 받았으며, 장제스 자신도 소련군 고문들에게 둘러싸여 있었다. 그러나 많은 국민당원들은 최근 코민테른의 지시에 따라 공산당이 통일 전선에서 벗어나 국민당을 제거하려 한다는 이유 있는 확신을 갖게 되었다.
장제스는 선제공격하기로 결정하고 공산당을 숙청하여 수천 명을 살해했다. 동시에 중국 남부에서는 중국공산당의 지원을 받는 농민 협회가 지주와 지방 귀족들을 공격하는 폭력 사태가 발생했는데, 이들은 국민당 우익의 정치적 기반이자 국민당 군인들의 모집원이었다. 이 사건들은 결국 국민당과 중국공산당 간의 국공 내전으로 이어졌다. 장제스는 공산당을 섬멸하기 위해 내륙으로 밀어붙였고, 1927년 국민정부를 난징시로 옮겼다. 중국공산당과 여전히 동맹을 맺고 있던 국민당 내 좌파 세력은 왕징웨이가 이끄는 우한의 경쟁 국민정부를 두 달 전에 수립했지만, 1927년 8월에 곧 난징의 장제스에게 합류했다. 이듬해 장제스의 군대는 북양정부를 전복한 후 베이징을 점령하고 국가를 통일했으며, 적어도 명목상으로는 난징 십년의 시작을 알렸다.

### 난징 십년과 대일 전쟁

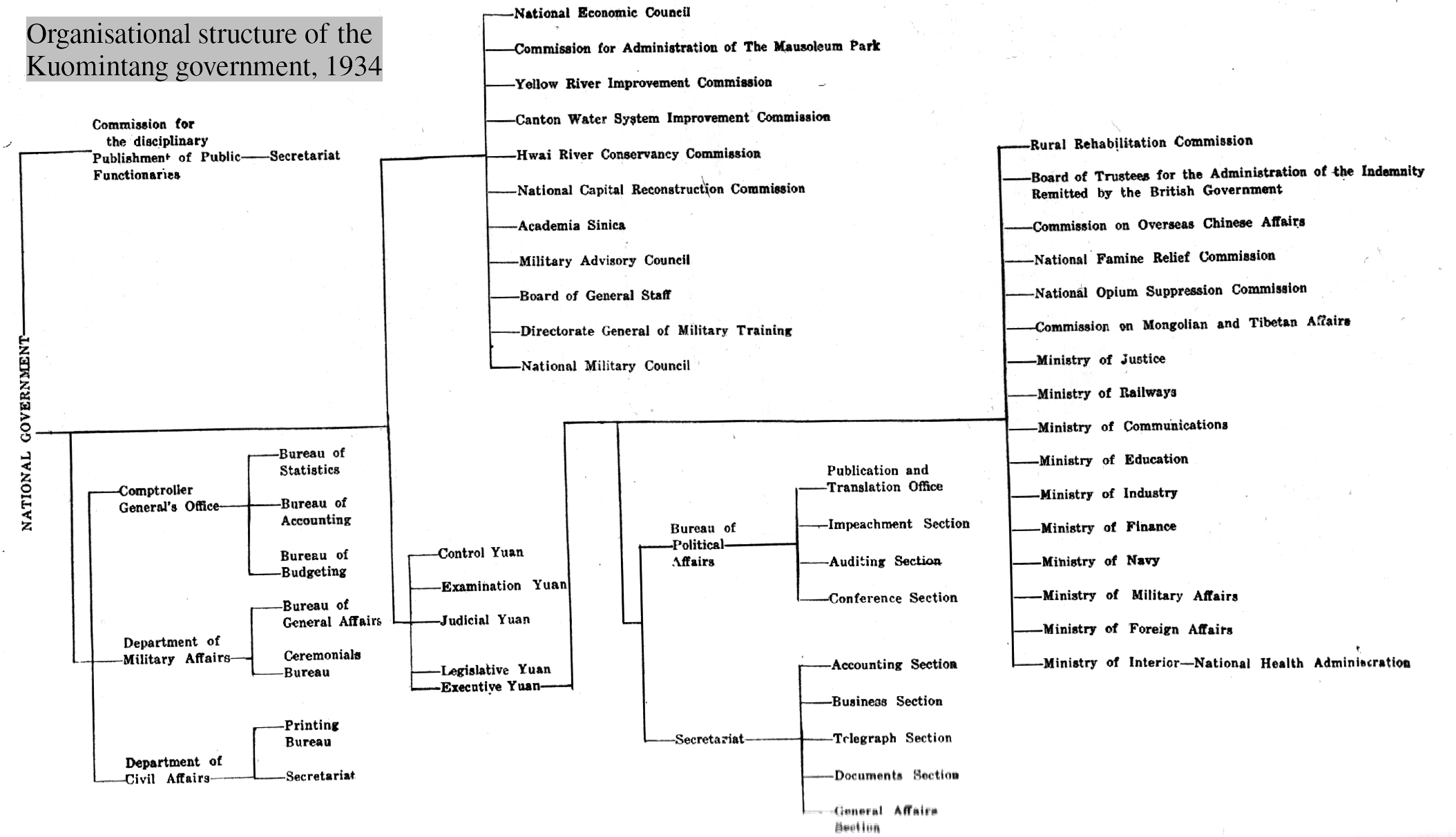
1934년 국민당 정권의 조직도

쑨원의 "혁명 3단계" 이론에 따르면, 국민당은 중국을 세 단계로 재건해야 했다. 첫 번째 단계는 북벌로 수행된 군사적 통일이었고, 두 번째는 정치적 훈정으로 국민당이 주도하는 임시 정부가 국민에게 정치적·시민적 권리를 교육하는 것이었으며, 세 번째 단계는 헌정 정부였다.(Fung 2000, 30쪽) 1928년까지 국민당은 중국 통일에 성공했으며, 이른바 "훈정" 시기인 두 번째 단계를 시작했다고 주장했다. 1931년, 그들은 국민당의 일당제 통치를 확립하고 궁극적인 민주화를 약속하는 임시 헌법을 공포했다. 실제로 이는 장제스가 계속해서 권위주의적 통치를 할 수 있음을 의미했다.
국민당의 의도였다 할지라도, 에드먼드 펑과 같은 역사가들은 당시의 상황에서 민주주의를 확립하기는 어려웠을 것이라고 주장한다.(Fung 2000, 30쪽) 명목상 재통일에도 불구하고, 장제스의 국민정부는 성에 대한 통제력을 행사하기 위해 마후산, 옌시산, 장쉐량과 같은 군벌들의 지원에 크게 의존했다. 이 인물들의 충성심은 종종 매우 의심스러웠고, 그들은 1936년 시안 사건이나 심지어 반란과 같이 공공연한 저항 행위에 자주 가담했다. 지역 지주 및 기타 권력 중개인들과 동맹을 맺어, 농촌 빈민에게 이로울 수 있었던 온건한 토지 개혁을 방해했다. 대신, 가난한 농민들은 공산당의 꾸준한 모집원이었다. 잦은 학살과 숙청으로 약화되었지만—역사가 루돌프 럼멜은 이 시기 국민당의 반공 숙청으로 1,654,000명이 사망했다고 추산했다—공산당은 생존할 수 있었고 정권에 대한 주요 잠재적 위협을 가했다. 그러나 아마도 가장 큰 도전은 행정부 내부에서 발생했다. 장제스가 국무회의에 말했듯이: "우리 조직은 점점 더 나빠지고 있습니다 ... 많은 직원들이 그저 책상에 앉아 멍하니 있거나, 신문을 읽거나, 잠을 잡니다." 정부의 모든 수준에서 부패가 만연했다. 장제스의 중앙집권적 성향과 그를 지지하는 군벌들 간의 긴장은 마찰과 일관성 없는 방향으로 이어졌다. 국민당 자체도 분열되어 있었는데, CC단, 정치학 연구회, 파시스트적 영감을 받은 남의사의 장제스 지지 파벌은 왕징웨이 휘하의 좌파 파벌과 호한민의 영향을 받은 우파 파벌에 반대했다. 장제스는 대립하는 국민당 파벌을 통제하기 위해 국민혁명군에 점점 더 의존했다.
경제 성장과 사회 개선은 혼재되어 있었다. 국민당은 여성의 권리와 교육, 일부다처제 폐지, 전족 폐지를 지지했다. 장제스 지도 하의 중화민국 정부는 의회에 여성 할당제를 제정하여 여성에게 의석을 배정하기도 했다. 난징 십년 동안 교육의 확산은 중국 전역의 문맹률을 높였고, 국민당의 정치적 훈정에 기반한 쑨원의 삼민주의인 민주주의, 공화주의, 과학, 입헌주의, 그리고 중국 국민주의의 이상을 촉진했다. 그러나 주기적인 기근은 계속되었다: 1928년부터 1930년까지 중국 북부에서, 1936년부터 1937년까지 쓰촨에서, 그리고 1942년부터 1943년까지 허난에서 발생했다. 총 1170만 명 이상이 이 기근으로 사망했다. GDP 성장률은 1929년부터 1941년까지 연평균 3.9%, 1인당 GDP는 약 1.8%였다. 다른 기관들 중에서도 국민정부는 중앙연구원과 중국 중앙은행을 설립했다. 1932년, 중국은 처음으로 올림픽에 팀을 보냈다.

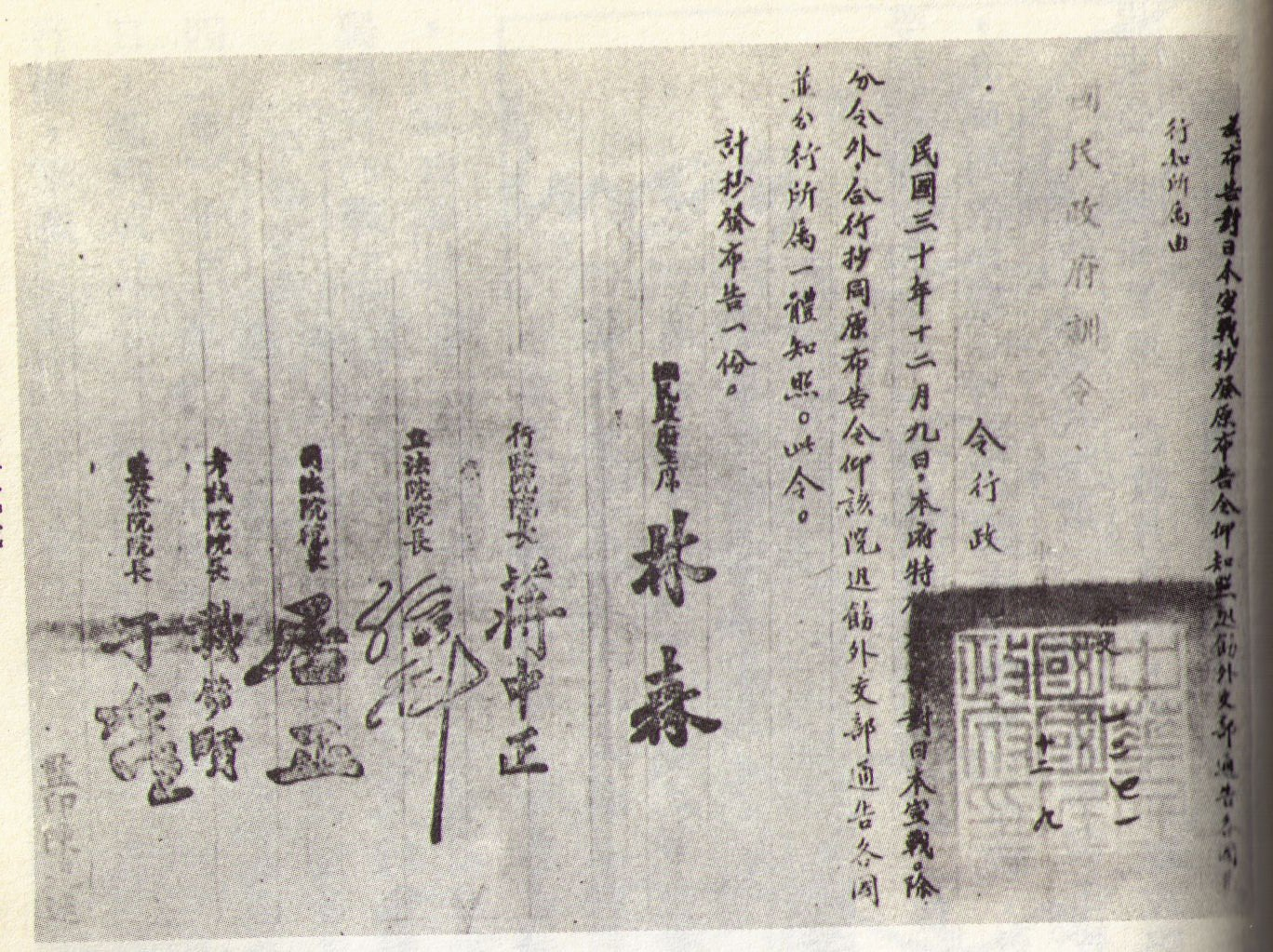
1941년 12월 9일 충칭 국민정부의 일본에 대한 선전포고

국민당은 1931년 일본의 만주 침략과 함께 새로운 도전에 직면했으며, 1937년부터 1945년까지 제2차 세계 대전의 일부인 중일 전쟁을 통해 적대 행위가 계속되었다. 중화민국 정부는 난징에서 충칭시로 후퇴했다. 1945년, 8년간의 전쟁 끝에 일본이 항복했고, 중화민국은 "중국"이라는 이름으로 유엔의 창립 회원국이 되었다. 정부는 1946년 난징으로 돌아왔다.

### 제2차 세계 대전 이후
제2차 세계 대전에서 일본이 패배한 후, 일본 제국은연합국에 항복했으며, 중화민국 군대가 일본 수비대의 항복을 받아들였다. 중화민국 정부는 대만의 "복고"를 선포하고 섬에 정부를 수립했다. 중화민국 군사 행정은 대만 전역에 걸쳐 확장되었고, 이는 광범위한 불안과 현지 대만인과 본토인 사이의 긴장 증가로 이어졌다. 1947년 2월 28일 민간인 총격 사건은 섬 전역의 불안을 촉발시켰고, 이는 현재 2·28 사건으로 알려진 군사력에 의한 잔혹한 진압으로 이어졌다. 사상자 추정치는 주로 대만 엘리트들을 포함하여 18,000명에서 30,000명에 달한다. 2·28 사건은 이후 대만 역사에 지대한 영향을 미쳤다.
1945년부터 1947년까지, 특히 마셜 미션을 통한 미국의 중재 아래 국민당과 공산당은 연립 정부 수립을 목표로 일련의 평화 회담을 시작하기로 합의했다. 양 당사자는 정치 협상 회의를 통해 제2차 세계 대전 이후 정치 개혁에 대한 다자간 회담을 시작하기로 합의했다. 이는 쌍십 협정에 포함되었다. 이 협정은 1946년 1월 10일부터 31일까지 첫 번째 정치 협상 회의를 조직한 국민정부에 의해 이행되었다. 국민당, 중국공산당, 중국 청년당, 중국 민주 동맹 대표단 및 독립 대표단이 충칭에서 회의에 참석했다. 그러나 얼마 지나지 않아 양 당사자는 합의에 도달하지 못하고 내전이 재개되었다. 정치적, 군사적 적대감 속에서 국민당은 중국공산당의 참여 없이 국민대회를 소집하고 중화민국 헌법을 공포했다. 헌법은 중국공산당에 의해 비판받았고, 양측 간의 최종적인 단절로 이어졌다. 전면적인 내전은 1947년 초부터 재개되었다.
국민의회 선거 후, 초안된 헌법은 1946년 12월 25일 국민대회에 의해 채택되었고, 1947년 1월 1일 국민정부에 의해 공포되었으며, 1947년 12월 25일부터 효력을 발휘했다. 이 헌법은 국민당의 중국 재건의 세 번째이자 마지막 단계로 여겨졌다. 장제스는 또한 1948년 국민대회에 의해 헌법에 따라 초대 중화민국 총통으로 선출되었으며, 리쭝런은 부총통으로 선출되었다. 국민정부는 1948년 5월 20일, 장제스의 총통 취임과 함께 중화민국 정부가 수립되면서 폐지되었다. 중국공산당은 헌법 초안을 작성한 회의에 초청되었음에도 불구하고 보이콧했으며, 비준 후 중화민국 헌법을 인정하지 않을 뿐만 아니라 국민정부에서 통과된 모든 법안도 무시할 것이라고 선언했다. 저우언라이는 1947년 국민대회의 정당성에 의문을 제기하며, 국민당이 10년 전에 국민대회 구성원들을 손수 뽑았기 때문에 중국 인민을 합법적으로 대표할 수 없다고 주장했다.

## 정부

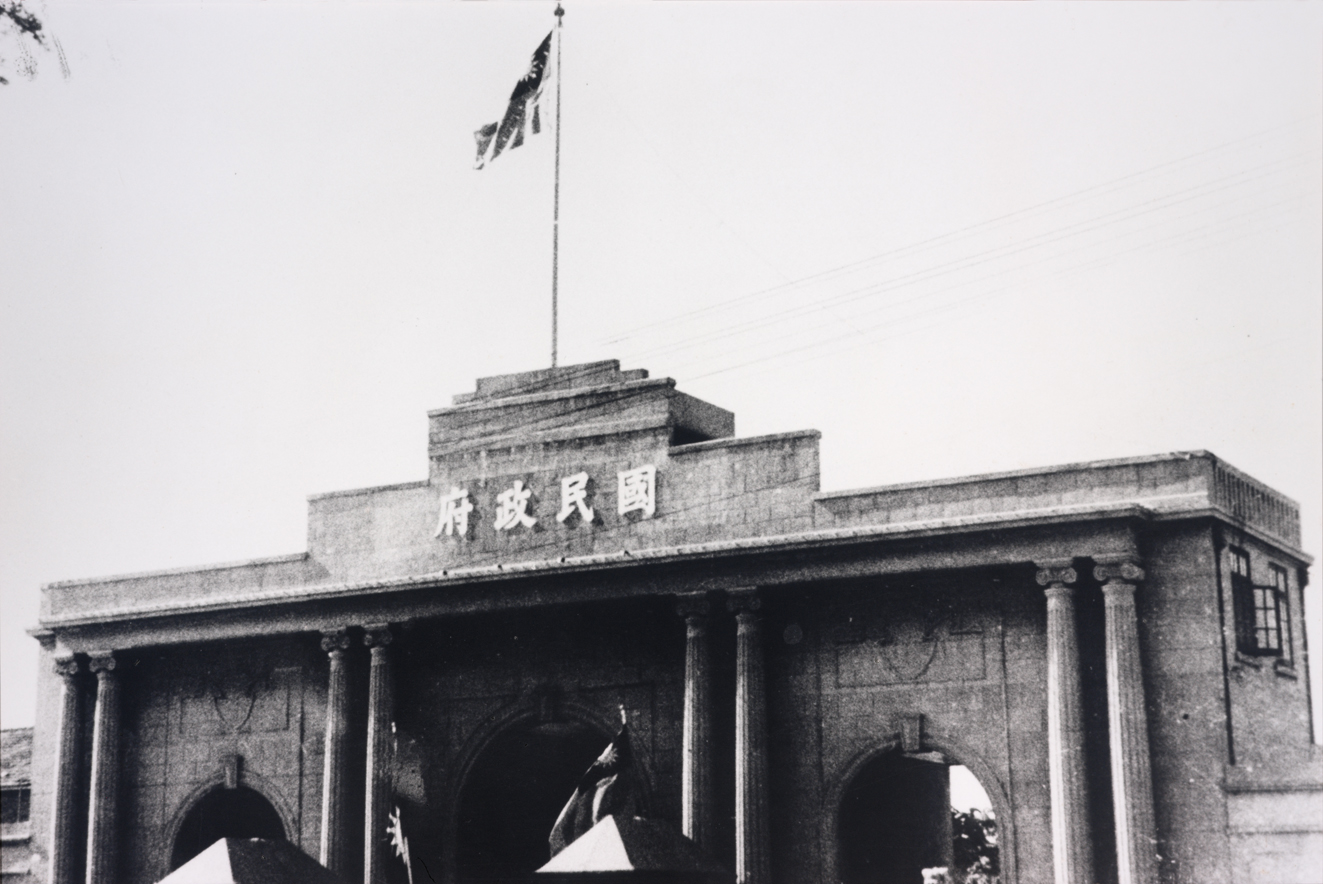
난징에 있는 국민정부 본부

국민정부는 당국 이념 하에 이당국가 체제로 통치되어 사실상 일당제 국가였으나, 기존 정당들은 계속 활동했고 새로운 정당들도 형성되었다. 제2차 세계 대전 종전 후, 특히 1946년 헌법 통과 이후, 국민정부는 완전한 민주 정부를 준비하기 위해 여러 정당을 포함하도록 재구성되었다.
1928년 2월, 난징에서 개최된 제2차 국민당 전국 대표 대회 제4차 전원 회의는 국민정부 재조직법을 통과시켰다. 이 법은 국민정부가 국민당 중앙집행위원회의 지시와 규제를 받아야 하며, 국민정부 위원회는 국민당 중앙위원회에 의해 선출되어야 한다고 규정했다. 국민정부 산하에는 내무부, 외교부, 재정부, 교통부, 법무부, 농업광산부, 상업부 등 7개 부처가 있었다. 또한 최고 법원, 중화민국 감찰원, 종합 학원과 같은 추가 기관도 있었다.
1928년 10월 국민정부 조직법이 공포되면서 정부는 중화민국 행정원, 중화민국 입법원, 중화민국 사법원, 중화민국 고시원 및 중화민국 감찰원의 5개 원으로 재편되었다. 국민정부 주석은 국가 원수이자 국민혁명군 총사령관이 되었다. 장제스는 초대 국민정부 주석으로 임명되었으며, 이 직책을 1931년까지 유지했다. 조직법은 또한 국민당이 전국 대표 대회와 중앙집행위원회를 통해 정치적 훈정 기간 동안 주권을 행사하고, 국민당 정치 회의가 중요한 국가 사무 집행에 있어 국민정부를 지도하고 감독하며, 그 회의는 조직법을 해석하거나 개정할 권한을 가진다고 규정했다.
국민정부 내의 권한은 궁극적으로 장제스에게 있었다.(p. 43) 군사, 외교, 경제 문제에 대한 모든 주요 정책 변경은 그의 승인을 받아야 했다.(p. 156) 역사가 오드 아르네 베스타드에 따르면, "국민당 내 다른 어떤 지도자도 가장 간단한 결정조차 강요할 권한이 없었다."틀:Check quotation(p. 156) 장관이나 행정원장과 같은 고위 관리들의 실질적인 권력은 그들의 직위의 공식적인 권한보다는 장제스와의 관계에 더 밀접하게 관련되어 있었다.(p. 43) 장제스는 자신의 행정부에 여러 겹의 권력 구조를 만들어 개인이나 파벌이 자신의 권한에 반대할 수 있는 권력을 모으는 것을 막기 위해 때때로 서로 견제하게 했다.(pp. 93–94)
국민정부는 중국 국경 지역에 대한 통제력이 상대적으로 적었으며, 그곳에서는 청나라 멸망 이후 시작된 민족적 분열이 계속되었다.(p. 110)

## 군사

### 중화민국 해군
해군부(海軍部)는 1929년 4월 12일 중화민국 국민정부가 설립한 군사부처로, 설립 당시 국민정부 군사위원회와는 독립적이고 병렬적으로 존재했다. 따라서 공군과는 달리, 국민정부의 해군은 완전한 독립 병과였으며 국민혁명군의 일부가 아니었다.
해군부의 주요 임무는 중화민국 해군을 재건하고 해군력 발전을 촉진하는 것이었다. 그러나 1937년까지 해군부 지휘하의 해군 병력 대부분은 중일 전쟁 초기 해전에서 일본 제국 해군에 의해 거의 전멸당했다.
1938년 1월 1일, 사실상 통제하에 남아있는 군함이 없자 해군부는 해체되어 국민정부 군사위원회 산하 해군사령부로 통합되었다.

### 국민혁명군
국민혁명군 (NRA; 중국어 간체자: 国民革命军, 정체자: 國民革命軍, 한어 병음: Guómín Gémìng Jūn, 웨이드-자일스: Kuo-min Ke-ming Chün), 1928년 이전에는 때때로 혁명군(革命軍)으로, 1928년과 1947년 사이에는 국군(國軍)으로 약칭되었으며, 1925년부터 1947년까지 중국국민당 (KMT)의 군사 조직으로, 중국 국민정부의 군사위원회가 지휘했다. 중화민국 해군과 비교할 때, 국민혁명군은 국민당의 정치적 통제가 더 엄격하여 더욱 명확하게 당의 소유였다. 반면 해군은 국가 운영 및 전문적으로 자율적인 군대의 특성을 더 많이 유지했다.

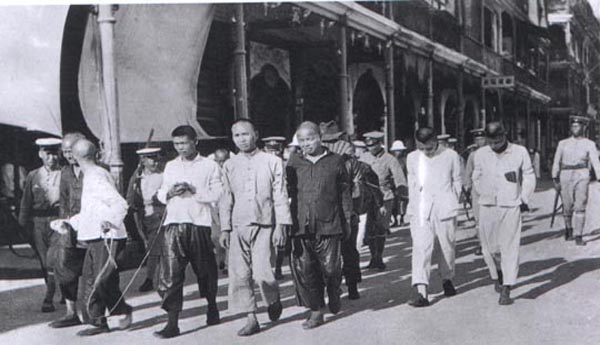
공산당 포로들을 처형하기 위해 모으는 국민혁명군 병사들

원래 소련의 지원을 받아 국민당이 군벌주의에 맞서 중국을 통일하기 위한 수단으로 조직된 국민혁명군은 북벌에서 중국 북양군벌에 대항하여 주요 전투에 참전했다.

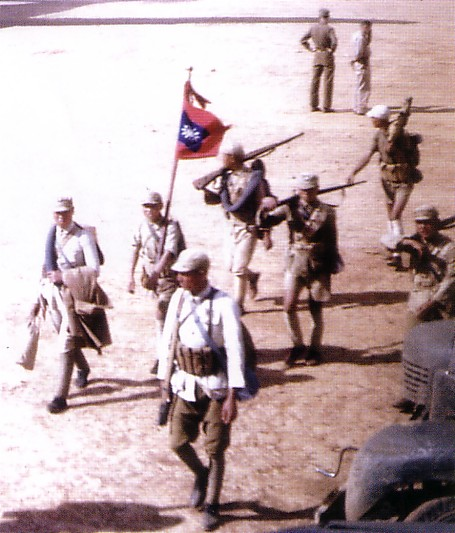
제2차 세계 대전 중의 국민혁명군

1928년 4·12 사건과 국민당의 공산 파벌과의 분열 이후, 국민혁명군은 또한 중국 농촌 지역의 공산주의 기지 지역을 근절하기 위한 일련의 포위 진압 작전을 시작했다. 국민혁명군은 이후 중일 전쟁에서 일본 제국 육군과 일본 제국 해군에 대항하여 싸웠으며, 그 다음에는 국공 내전에서 중국 인민해방군에 대항하여 싸웠다.

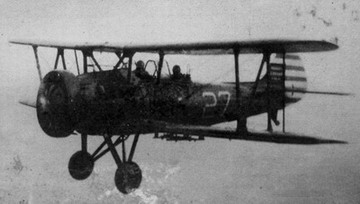
중화민국 공군이 운용한 보트 O2U 콜세어 관측기. 이 기종은 제2차 중일 전쟁 이전에 반공 작전에서 광범위하게 사용되었다.

국민혁명군에는 공군(空軍)으로 알려진 대체로 독립적인 항공 구성 요소가 포함되어 있었고, 서구 역사가들은 보통 이 항공 부대를 중국 국민당 공군이라고 묘사했다. 또한, 독립적인 방공군도 있었는데, 이는 어떤 "지상군" 부대의 지휘 체계에도 속하지 않았다.
전쟁 이전에 국민혁명군에는 해군의 어뢰정 편대와 함께 존재하는 어뢰정 전대도 있었는데, 이는 잠수함 및 어뢰정 학교(S.M.C.)에서 운용했다.
1947년 중화민국 헌법의 공포와 국민당 당국의 공식적인 종식으로, 국민혁명군은 중화민국 국군으로 이름이 변경되었으며, 그 병력의 대부분은 중화민국 육군을 형성하여 1949년에 대만으로 후퇴했다.

### 기타 병력 및 민병대
지방 보안군, 군벌 연합 부대 및 지역 민병대는 특히 1937년 중일 전쟁 발발 이후 국민당 중국의 광범위한 군사 구조에서 중요한 보조적 역할을 수행했다. 이들 부대는 중앙 집중화된 정규 국민혁명군(NRA)의 일부는 아니었지만, 전시 동원 시 NRA 체제에 명목상 통합되었으며, 종종 자체적인 지휘 구조, 정치적 충성심 및 지역 정체성을 유지했다.
- 지방 보안군(保安團)은 원래 내부 질서 유지를 위해 조직된 성 또는 현급 주둔군이었으나, 제한된 훈련과 장비에도 불구하고 이후 전선 임무에 투입되었다. 다만, 부유한 현이나 주요 도시 주변에서는 일부 지방 보안군 연대가 비교적 잘 자금을 지원받고 장비도 잘 갖추었으며, 훈련, 급여, 심지어 무장 수준도 핵심 국민혁명군(중앙군) 부대와 견줄 만했다. 이러한 경우, 그들의 성과와 규율은 정규군 수준에 근접할 수 있었다.
- 군벌 연합 부대(雜牌軍)는 일반적으로 군사적 표준화보다는 정치적 협상을 통해 통합된 이전 군벌 부대로, 국민혁명군과 느슨하게 연합되어 있었지만 종종 최소한의 조정이나 규율 없이 운영되었다.
- 지역 민병대(民團)는 급하게 무장하고 지역적으로 모집된 풀뿌리 자위 민병대를 지칭하며, 후방 보안 또는 게릴라 저항을 제공했다.

이러한 비정규군은 서류상으로는 광범위한 국민혁명군 지휘 하에 포함되었음에도 불구하고, 종종 일관성 없는 전투 효율성, 열악한 병참 지원, 그리고 상이한 충성심으로 특징지어져 중앙 집중식 지휘 및 통제를 복잡하게 만들었다. 그럼에도 불구하고, 그들은 특히 지역 방어 및 자원 부족에 시달리는 중앙군을 보완하는 데 있어 중국 전쟁 노력의 상당 부분을 차지했다.
그러나 이러한 군벌 연합 부대 중 중요한 예외는 쓰촨 파벌의 군대인 쓰촨 군대(川軍)였다. 이들은 끈질긴 전투 성능, 극한 조건에서의 회복력, 그리고 막대한 사상자에 대한 놀라운 인내력으로 명성을 얻었다. 중일 전쟁 동안 그들의 꾸준한 전장 기여로 인해 대부분의 쓰촨 파벌 부대는 보조 또는 비정규군으로 취급되지 않고 국민혁명군의 일부로 공식적으로 인정받았다.
중일 전쟁 동안, 중국공산당의 두 무장 군단은 명목상 국민혁명군에 편입되었으며(별도의 지휘권을 유지하면서), 각각 팔로군(八路軍)과 신사군(新四軍)이었다. 둘 다 전쟁 직후 중국 인민해방군을 형성하기 위해 이탈했다.

### 제2차 세계 대전 중 강제 징집
군부는 강제 징집 운동을 벌였다. 많은 농촌 지역에서 군대는 강제 징집단, 납치 및 대규모 일제 단속을 사용하여 수치 목표를 달성했다. 일부 극단적인 경우, 징집병 중 절반 미만이 기초 훈련을 수료하고 생존했다.
이러한 가혹한 관행은 특히 중앙 정부의 직접 통제를 받지 않는 부대와 급조된 지역 민병대 및 민방위 그룹에서 만연했으며, 루돌프 럼멜에 의해 다음과 같이 묘사되었다.
그 다음은 징집 과정이었다. 이것은 치명적인 일이었는데, 남자들은 군대에 납치되거나, 징집단이나 군대에 의해 도로에 있거나 마을에 있는 사람들을 무차별적으로 붙잡히거나, 다른 방식으로 모였다. 많은 남자들, 일부는 매우 어리고 늙은이들도 저항하거나 도망치려다 죽임을 당했다. 일단 모이면, 그들은 밧줄이나 사슬로 묶여 거의 식량이나 물 없이 먼 거리를 행군하여 병영으로 향했다. 그들은 종종 도중에 죽거나 살해당했으며, 때로는 50% 미만이 살아남아 병영에 도착했다. 그 다음 훈련소도 부헨발트 같은 나치 강제 수용소와 다를 바 없었다. 아마도 중일 전쟁 중 3,081,000명이 사망했고, 내전 중 또 다른 1,131,000명이 사망하여 총 4,212,000명이 사망했다. 단지 징집 과정에서 말이다.

국민정부가 군대에 자금을 지원할 능력이 점점 약화되면서, 특히 이치고 작전에서 일본이 성공한 이후, 국민당 당국은 군사 부패와 밀수를 묵인했다.(pp. 24–25) 국민당 군대는 점점 더 마을을 습격하여 농민들을 강제 징집하고 할당된 부대로 강제 행군시키는 방법을 사용했다.(p. 25)

## 경제

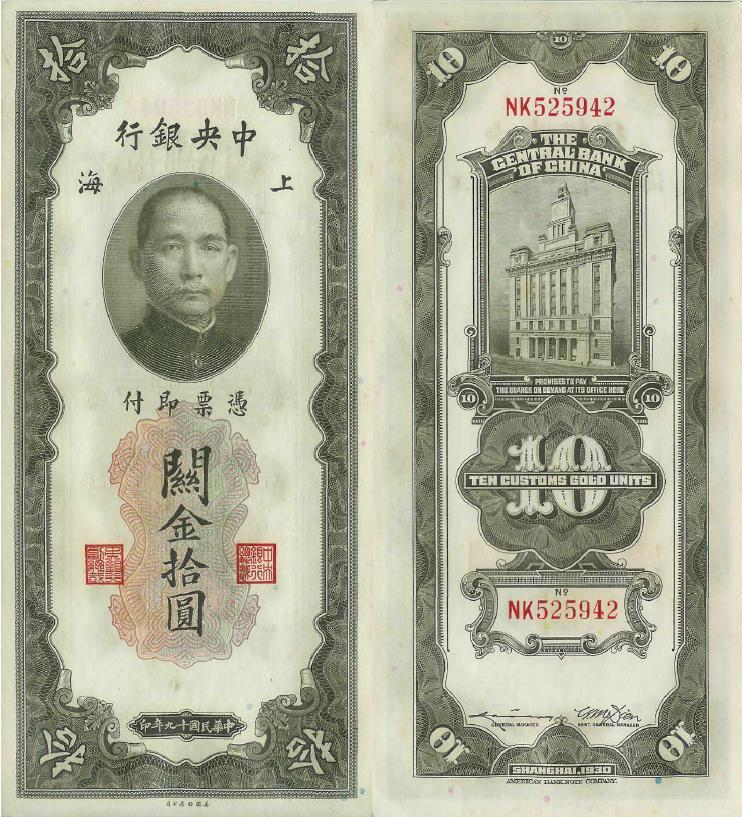
1930년 초기 중화민국 통화 지폐

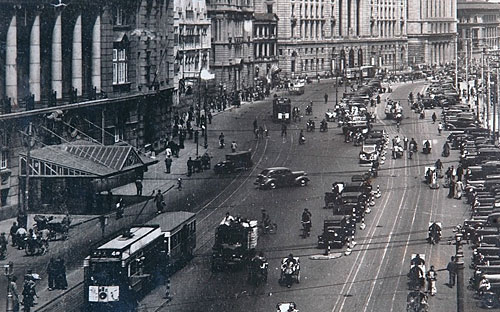
1930년대 상하이의 와이탄

1928년 국민당이 국가를 재통일한 후, 중국은 내전과 일본의 침략에도 불구하고 상대적인 번영을 누렸다. 1937년, 일본이 침략하여 8년간의 전쟁으로 중국을 폐허로 만들었다. 이 시기에는 일본 제품 불매 운동도 추가적으로 일어났다.
1930년대 난징 십년의 도래와 함께 중국의 산업은 계속 발전했으며, 장제스가 국가 대부분을 통일하고 정치적 안정을 가져오면서 성장했다. 중국의 산업은 1927년부터 1931년까지 발전하고 성장했다.
경제는 1931년부터 1935년까지의 대공황과 1931년 일본의 만주 점령으로 심각한 타격을 입었다. 일본의 만주 침공 이후, 중화민국은 일본과의 전면전 위험에 대한 대응으로 국가 주도 산업화 정책을 시작했다.(p. 68) 1932년, 비밀 산업 동원 정부 기관인 국방 계획 위원회(1935년에 국민 자원 위원회로 개칭)를 설립했다.(p. 68) 중국 정책 입안자들은 소련, 일본, 독일이 사용한 경제 모델에서 영감을 얻었다.(p. 68)
1936년까지 산업 생산량은 회복되어 대공황의 영향이 중국에 미치기 전인 1931년의 이전 최고치를 넘어섰다. 이는 중국의 GDP 추세에서 잘 나타난다. 1932년 중국의 GDP는 288억 달러로 정점을 찍었지만, 1934년에는 213억 달러로 떨어졌고, 1935년에는 237억 달러로 회복되었다. 1930년까지 중국에 대한 외국인 투자는 총 35억 달러였으며, 일본이 14억 달러로 선두였고 영국이 10억 달러였다. 그러나 1948년까지 자본 스톡은 투자가 30억 달러에 불과한 수준으로 감소했으며, 미국과 영국이 선두를 차지했다.
그러나 농촌 경제는 1930년대의 대공황으로 큰 타격을 입었다. 농산물 과잉 생산은 중국의 농산물 가격을 급격히 하락시키고 외국 수입품(서구 국가에서 생산된 농산물이 중국에 "덤핑"됨)을 증가시켰다. 1931년 중국의 쌀 수입량은 2천1백만 부셸에 달했는데, 이는 1928년의 1천2백만 부셸과 비교된다. 다른 상품들은 훨씬 더 놀라운 증가를 보였다. 1932년에는 1천5백만 부셸의 곡물이 수입되었는데, 이는 1928년의 90만 부셸과 비교된다. 이러한 경쟁 증가는 중국 농산물 가격(더 저렴했던)을 대규모로 하락시키고 농촌 농민의 소득을 감소시켰다. 1932년 농산물 가격은 1921년 수준의 41%에 불과했다. 일부 지역에서는 농촌 소득이 1931년 수준의 57%로 떨어졌다. 농촌 중국의 이러한 특이한 상황에서, 미국의 교수 출신 사회 운동가들이 중국 농촌 재건 운동을 시행하여 농촌 지역의 세금, 인프라, 경제, 문화 및 교육 장비와 메커니즘을 현대화하는 데 구체적이지만 제한적인 진전을 보였다. 사회 운동가들은 1930년대 초부터 마을의 지방 정부와 적극적으로 협력했다. 그러나 이 정책은 이후 중일 전쟁과 제2차 국공 내전에 따른 만연한 전쟁과 자원 부족으로 인해 국민정부에 의해 방치되고 취소되었다.
1937년 일본이 중국을 침략했고, 그 결과 발생한 전쟁으로 중국은 폐허가 되었다. 번영하던 중국 동부 해안 대부분은 일본군에게 점령당했으며, 일본군은 1937년 난징 대학살과 마을 전체의 무작위 학살과 같은 다양한 잔학 행위를 자행했다. 1942년 한 번의 반게릴라 작전에서 일본군은 한 달 동안 최대 20만 명의 민간인을 살해했다. 이 전쟁으로 중국인 2천만~2천5백만 명이 사망했으며, 장제스가 이전 10년간 건설했던 모든 것이 파괴된 것으로 추정된다. 전쟁 이후 산업 발전은 파괴적인 분쟁과 저렴한 미국산 상품의 유입으로 심각하게 방해받았다. 1946년까지 중국 산업은 생산 능력의 20%만 가동되었고, 전쟁 전 중국 생산량의 25%에 불과했다.
전쟁의 한 가지 영향은 산업에 대한 정부 통제의 대규모 증가였다. 1936년, 국영 산업은 GDP의 15%에 불과했다. 그러나 중화민국 정부는 전쟁을 수행하기 위해 많은 산업을 통제했다. 1938년, 중화민국은 기업을 통제하고 감독하며 가격 통제를 시행하기 위해 산업 및 광업 위원회를 설립했다. 1942년까지 중국 산업 자본의 70%가 정부 소유였다.
일본과의 전쟁 후, 장제스는 일본으로부터 대만을 획득하고 공산당과의 투쟁을 재개했다. 그러나 국민당의 부패와 내전을 치르기 위한 초인플레이션으로 인해 공화국 전역에 대규모 불안이 발생하고 공산주의자들에 대한 동정심이 생겼다. 국민당 정부 붕괴에 대한 거의 모든 연구는 초인플레이션을 정부 실패의 주요 요인으로 지목한다.(p. 5)
공산당의 토지 재분배 운동은 국민당의 패배에 중요한 요인이었는데, 특히 북부와 북동부 농민들의 이익을 공산주의자들의 성공과 연결시켰기 때문이다.
1949년, 인민해방군은 베이징과 이후 난징도 점령했다. 1949년 10월 1일 베이징시에서 중화인민공화국이 선포되었다. 중화민국 중앙 정부는 1949년 12월 7일 타이베이로 이전하여 일본이 교육적 기반을 마련했던 대만에 정착했다.

## 옛 장소
국민정부의 옛 장소는 거의 모두 당시 수도였던 난징시에 본부를 두었으며, 한 곳만 예외였다.
| 이름                     | 이미지 | 위치                               | 건설 날짜         | 설명 |
| ------------------------ | ------ | ---------------------------------- | ----------------- | --- |
| 국민정부 본부            |        | 난징 쉬안우구 창장로 292번지       | 1870년대-1930년대 | 이 단지는 청나라 시대에는 양강총독의 집무실로, 1948년에는 총통부로 사용되었다. |
| 행정원 (1928년)          |        | 난징 쉬안우구 둥젠로 19번지        | 1920년대          | 1928년부터 1937년까지 행정원으로 사용된 건물은 현재 총통부 단지의 일부이다. |
| 행정원 (1946년)          |        | 난징 구러우구 중산북로 252-254번지 | 1930년            | 이 건물은 처음에는 철도부 본부였고, 1946년부터 1949년까지 행정원의 자리였다. 공산당이 난징을 점령한 후, 인민해방군 난징 정치 대학의 건물이 되었다.                                                            |
| 행정원 (1949년)          |        | 난징 쉬안우구 중산동로             | 1929년            | 1930년대에는 리지사(勵志社)의 자리였다. 1949년, 국민정부는 행정원을 이 건물로 옮기기로 결정했다. 이 건물은 현재 중산 호텔의 일부로 사용되고 있다.                                                             |
| 입법원 (1928년)          |        | 난징 친화이구 바이샤로 273번지     |                   | "첩의 집" 자리였다. 국민정부는 이 집을 1928년 입법원의 자리로 선택했다. |
| 입법원 (1946년) & 감찰원 |        | 난징 구러우구 중산북로 105번지     | 1935년            | 이 건물은 일본 점령기 동안 난징 시청이었다. 제2차 세계 대전 이후, 입법원과 감찰원의 사무실이 되었다. 현재는 난징 군인 클럽이다.                                                                               |
| 사법원 입구              |        | 난징 구러우구 중산로 251번지       | 1935년            | 이 건물은 1949년 4월 화재로 파괴되었다. 문만 남아 있다. |
| 고시원                   |        | 난징 쉬안우구 베이징동로 41-43번지 | 1930년대          | 이 건물은 현재 난징 시청 사무실과 정협 난징 위원회로 사용되고 있다. |
| 대법원                   |        | 난징 구러우구 중산북로 101번지     | 1933년            | 이 건물은 최고 검찰청으로도 사용되었다. |
| 군사위원회               |        | 난징 쉬안우구 창장로 292번지       | 1870년대          | 이 집은 태평천국의 난 이후 1870년대에 지어졌다. 1930년대에 장제스는 이곳을 군사위원회의 본부 중 하나로 선택했다. 이 집은 총통부 단지 내에 위치하며 현재 인기 있는 관광 명소이다.                              |
| 국민 자원 위원회         |        | 난징 구러우구 중산북로 200번지     | 1947년            | 이 건물은 현재 난징 공과 대학교의 사무실 건물이다. |
| 경제부                   |        | 난징 쉬안우구 중산동로 145번지     |                   | 이 건물은 현재 난징 스포츠국 사무실로 사용되고 있다. |
| 중앙은행                 |        | 상하이 황푸구 중산동1로 15번지     | 1899년–1902년     | 이 건물은 난징에 본부를 두지 않은 유일한 기관이었다. 한때 러시아-중국 은행의 상하이 지점이었던 이 건물은 현재 상하이 외국환 거래 센터가 되었다.                                                               |
| 위생부                   |        | 난징 쉬안우구 중산동로 305번지     | 1931년            | 이 건물은 국립 중앙 병원 단지 내에 있었다. 현재는 난징 군구 난징 총 병원이다. |
| 교육부                   |        | 난징 쉬안우구 청시엔가             |                   | 이 건물은 현재 일부 정부 관료들이 사용하고 있다. |
| 교통통신부               |        | 난징 구러우구 중산북로 303-305번지 | 1932년–1934년     | 맞은편에는 행정원 부지가 있었다. 공산당이 난징을 점령한 후, 이 건물은 인민해방군 난징 정치 대학의 건물이 되었다.                                                                                              |
| 국민대회당 (1936년)      |        | 난징 쉬안우구 스파이러우 2번지     | 1930년대          | 국립 연극 음악 극장이 완공되기 전, 국민대회는 국립 중앙 대학교 강당에서 열렸다. |
| 국민대회당 (1946년)      |        | 난징 쉬안우구 창장로 264번지       | 1935년            | 이 건물은 국립 연극 음악 극장으로 사용되었다. 제2차 세계 대전 이후, 국민대회의 회의 장소가 되었다. 이곳은 1948년 총통 선거의 장소이자 헌법의 탄생지였다. 따라서 이 건물은 중국 현대사에서 중요한 역할을 했다. |
| 주석 관저 (1946년)       |        | 난징 쉬안우구 자금산               | 1931년–1934년     | "훙산 맨션"과 "메이링 빌라"로도 알려진 이 건물은 제2차 세계 대전 후 난징에서 장제스와 송미령의 주요 거주지 중 하나였다. 그리고 1948년부터 1949년까지 중화민국 총통의 공식 관저 중 하나가 되었다.              |

난징시가 국민정부에 점령되지 않았을 때, 그들은 다음 건물들을 본부로 선택했다.
| 이름                     | 이미지 | 위치                           | 건설 날짜     | 설명 |
| ------------------------ | ------ | ------------------------------ | ------------- | --- |
| 광저우 국민정부 (1925년) |        | 광저우 웨슈구 위에화로 118번지 |               | 1925년, 국민정부가 이곳에 설립되었다. 오늘날, 문을 제외한 모든 건물은 철거되었다. |
| 우한 국민정부 (1926년)   |        | 우한 중산대로 708번지          | 1917년–1921년 | 난양 담배 건물이라고도 불렸다. 1926년, 국민혁명군이 우한을 장악했다. 그 후, 국민당 관리들은 난양 담배 건물을 국민정부 청사로 선택했다. |
| 충칭 국민정부 (1939년)   |        | 충칭 위중구                    |               | 중일 전쟁 기간 동안, 이 건물은 국민정부가 난징으로 돌아가기 전까지 본부로 사용되었다. 이 건물은 1980년대에 철거되었다. |
| 한커우 국민정부 (1927년) |        | 우창 봉기 기념관               | 1927년        | 우한 국민정부 기간 동안과 우한 전투 동안, 이곳은 주요 정부 행정 건물이었다. 그러나 난양 담배 건물은 우한 국민정부 기간 동안 주요 행정부였다. 이 건물은 청 왕조 시대에 후베이 성 정부 본부로 사용되었고, 현재는 우창 봉기 기념관으로 사용되고 있다. |

## 같이 보기
- 중화민국 정부
- 중국국민당
- 중화민국 (1912년~1949년)
  - 북양정부 (1912년–1928년)
  - 중국공산당 혁명근거지 (1927년–1949년)
  - 티베트 (1912년~1951년)
  - 몽골 인민공화국
- 중독 합작
- 제2차 세계 대전의 외교사
- 난징 십년

### 인용
1. ↑  Roy, Denny (2003). 《Taiwan: A Political History》. Ithaca, New York: Cornell University Press. 55, 56쪽. ISBN 0-8014-8805-2.
2. ↑  Fenby 2009
3. ↑  南京市. 《重編囯語辭典修訂本》 (중국어). Ministry of Education, ROC. 2020년 1월 3일에 원본 문서에서 보존된 문서. 2011년 12월 15일에 확인함.
4. ↑  Chen, Lifu; Myers, Ramon Hawley (1994).  Chang, Hsu-hsin; Myers, Ramon Hawley, 편집. 《The storm clouds clear over China: the memoir of Chʻen Li-fu, 1900–1993》. Hoover Press. 102쪽. ISBN 0-8179-9272-3. 1930년 반란이 끝난 후, 장제스는 왕징웨이, 옌시산, 펑위샹의 제안인 정치적 훈정 시기를 위한 임시 헌법 초안을 작성하기로 동의했다.
5. ↑  Jing, Zhiren.  中华民国立宪史 [중화민국 헌정사] (중국어 (대만)). Taipei: 링킹.
6. ↑  Li, Xiaobing, 편집. (2012). 〈Zhang Xueliang (Chang Hsueh-liang) (1901–2001)〉. 《China at War: An Encyclopedia》. ABC-CLIO. 531쪽.
7. ↑  “Zhōngguó Guómíndǎng Gémìng Wěiyuánhuì Jiǎnjiè” 中国国民党革命委员会简介 [중국국민당 혁명위원회 소개]. 《RCCK》. 2018년 4월 9일. 2018년 11월 12일에 원본 문서에서 보존된 문서. 2020년 7월 13일에 확인함.
8. ↑  Forbes, Andrew D. W. (1986). 《Warlords and Muslims in Chinese Central Asia》. Cambridge University Press. ISBN 978-0-521-25514-1.
9. ↑  Fitzgerald, John (1997). 《Warlords, Bullies, and State Building in Nationalist China: The Guangdong Cooperative Movement, 1932–1936》. 《Modern China》 3. 420–458쪽. doi:10.1177/009770049702300403. JSTOR 189394. S2CID 146794107.
10. 1 2  Rummel, Rudolph. “Estimates, Sources, and Calculations, 1929 to June, 1937”. 《China's Bloody Century》. Transaction. 2022년 2월 19일에 확인함.
11. ↑  (Fung 2000, 5쪽) "국민당의 분열, 정치적 불안정, 내란, 공산주의의 도전, 장제스의 독재, 군부의 부상, 일본의 위협 증가, 이탈리아, 독일, 폴란드, 스페인에서 발생한 '민주주의 위기'가 모두 국민당 지도부의 민주주의 동결에 기여했다."
12. 1 2  Teon, Aris (2018년 2월 28일). “Why Did Chiang Kai-shek Lose China? The Guomindang Regime And The Victory Of The Chinese Communist Party”. 《The Greater China Journal》. 2022년 2월 19일에 확인함.
13. ↑  禁纏足、興女學：南京國民政府在興女權上做出巨大努力. 《zh:雪花新闻》. 2022년 10월 14일에 원본 문서에서 보존된 문서. 2022년 7월 23일에 확인함.
14. ↑  Huang, Chang-Ling. “대만의 젠더 할당제” (PDF). 《2.igs.ocha.ac.jp》. 2022년 7월 26일에 확인함.
15. ↑  从合礼到非法：纳妾制度在中国是如何被废除的？. Yangtse.com. 2020년 6월 29일. 2022년 7월 21일에 확인함.
16. ↑  从合礼到非法：纳妾制度在中国是如何被废除的？. Yangtse.com. 2020년 6월 29일. 2022년 7월 23일에 확인함.
17. ↑  南京国民政府时期的教育 (중국어). M.xzbu.com. 2012년 9월 12일. 2022년 10월 13일에 원본 문서에서 보존된 문서. 2022년 7월 23일에 확인함.
18. ↑  抗戰前推動「普及教育案」的背景與實際作為 – 大中華民國. Stararctic108.weebly.com. 2022년 7월 23일에 확인함.
19. ↑  Chen, Sherong (2002). 浅析1928-1930年西北大旱灾的特点及影响 [1928년부터 1930년까지 중국 북서부 대가뭄의 특징과 영향에 대한 기초 연구]. 《Gùyuán Shīzhuān Xuébào》 (중국어) 23. 2011년 7월 7일에 원본 문서에서 보존된 문서. 2011년 2월 15일에 확인함.
20. ↑  Li, Lillian M. (2007). 《Fighting Famine in North China: State, Market, and Environmental Decline, 1690s–1990s》 (PDF). Stanford: Stanford University Press. 303–307쪽. 간쑤성에서는 사망자가 250만에서 300만 명으로 추산되었고, 산시성에서는 1300만 명의 인구 중 300만 명이 기아 또는 질병으로 사망한 것으로 추산되었다
21. ↑  Kelly, Luke. “쓰촨 기근, 1936년–37년”. 《Disaster History》 (영국 영어). 2021년 11월 21일에 확인함.
22. ↑  Garnaut, Anthony (November 2013). 《1942년 허난 기근에 대한 정량적 설명》. 《Modern Asian Studies》 47 (Cambridge University Press). 2034, 2044쪽. doi:10.1017/S0026749X13000103. ISSN 1469-8099. S2CID 146274415. 1943년 국민정부가 조직한 기근 영향에 대한 상세 조사 결과, 군별로 분류된 1,484,983명의 사망자가 발생했다. 허난성의 공식 인구 등록부에는 1942년부터 1943년까지 인구가 100만 명 순감했으며, 이는 전체 인구의 3%에 해당한다. 만약 기근 전 인구의 자연 증가율이 2%였다고 가정하면, [...] 기근 연도에 태어난 연령대 코호트 크기 감소와 비교하면, 공식 국민당 수치는 과도한 사망률과 출산율 감소 이주로 인한 인구 손실을 포함하며, 이는 기근으로 인한 사망자 수를 100만 명 미만으로 남긴다.
23. ↑  Maddison, A. (1998). 《장기적인 중국 경제 성과》. 파리: OECD 개발 센터.
24. ↑  “이것이 수치다”. 《타임》. 1946년 6월 10일. 2005년 1월 14일에 원본 문서에서 보존된 문서.
25. ↑  “스노우 레드 & 문 엔젤”. 《타임》. 1947년 4월 7일. 2005년 3월 17일에 원본 문서에서 보존된 문서.
26. ↑  “대만 연표 – 내전”. 《BBC 뉴스》. 2000. 2009년 6월 21일에 확인함.
27. ↑  “트루먼, 중국 그리고 역사”. 《라이프》. 40권 4호 (타임 Inc.). 1956년 1월 23일.
28. ↑  评马歇尔离华声明，周恩来选集上卷，1947-01-10
29. ↑   수도 경비 사령부, 상하이 충칭 경비 사령부, 각각 베이징-상하이-충칭 중국공산당 대표에게 전보 및 서한을 보내 모든 중국공산당 인원의 기한 내 철수를 명령. 《대공보》 (충칭시). 1947년 3월 1일.
30. ↑  Westad, Odd Arne (2003). 《결정적인 만남: 중국 내전, 1946년–1950년》. 스탠포드 대학교 출판부. ISBN 0-8047-4478-5.
31. ↑  Wilbur, Clarence Martin. The Nationalist Revolution in China, 1923–1928. Cambridge University Press, 1983, p. 190.
32. 1 2 3 4 5 6 7 8  Coble, Parks M. (2023). 《국민당 중국의 붕괴: 장제스는 어떻게 중국 내전에서 패배했는가》. 케임브리지 뉴욕, 뉴욕: 케임브리지 대학교 출판부. ISBN 978-1-009-29761-5.
33. ↑  Qian, Ying (2024). 《혁명적 변화: 20세기 중국의 다큐멘터리 미디어》. 뉴욕, 뉴욕: 컬럼비아 대학교 출판부. ISBN 9780231204477.
34. 1 2 3  Hirata, Koji (2024). 《마오의 제철소 만들기: 산업 만주와 중국 사회주의의 초국가적 기원》. 케임브리지 중화인민공화국 역사 연구 시리즈. 뉴욕, 뉴욕: 케임브리지 대학교 출판부. ISBN 978-1-009-38227-4.
35. ↑  Sun Jian, pp. 1059–1071
36. ↑  Sun Jian, p. 1353.
37. 1 2  Sun Jian, p. 1089.
38. ↑  试论中国乡村建设运动的演进
39. ↑  “정치적 해결을 향한 농촌 건설 운동” [정치적 해결을 향한 농촌 건설 운동] (PDF) (중국어). 2018년 5월 16일에 원본 문서 (PDF)에서 보존된 문서.
40. ↑  Sun Jian, pp. 615–616.
41. ↑  Sun Jian, p. 1319
42. ↑  Sun Jian, pp. 1237–1240.
43. ↑  Sun Jian, pp. 617–618
44. ↑  DeMare, Brian James (2019). 《토지 전쟁: 중국 농업 혁명의 역사》. 스탠포드, 캘리포니아: 스탠포드 대학교 출판부. 18쪽. ISBN 978-1-5036-0952-5.
45. ↑  Davison, Gary Marvin (2003). 《대만의 짧은 역사: 독립의 경우》. 프레이거 퍼블리셔스. 64쪽. ISBN 0-275-98131-2. 일본 점령기 말까지 대부분의 학령기 인구는 기초 문해력을 갖추게 되었다. 대만 어린이들의 학교 출석률은 일본 시대 내내 꾸준히 증가하여 1904년 3.8%에서 1917년 13.1%; 1920년 25.1%; 1935년 41.5%; 1940년 57.6%; 1943년 71.3%에 달했다.